# Lufthansa
Deutsche Lufthansa AG (phát âm tiếng Đức: [ˌdɔʏtʃə ˈlʊfthanzaː ʔaːˈɡeː]), thường được viết tắt là Lufthansa, là một hãng hàng không quốc gia của Đức. Cùng với các công ty con, đây là hãng hàng không lớn thứ hai ở châu Âu về lượng hành khách sau hãng Air France-KLM, xếp trên cả British Airways.Tên của hãng lấy từ Luft (trong tiếng Đức có nghĩa là "không khí") và Hansa (theo tên của Liên minh Hanse). Lufthansa là một trong năm thành viên đã sáng lập Star Alliance, liên minh hàng không lớn nhất thế giới, được thành lập vào năm 1997.
Bên cạnh các dịch vụ của riêng mình và sở hữu các hãng hàng không con là Austrian Airlines, Swiss International Air Lines, Brussels Airlines và Eurowings (được Lufthansa gọi bằng tên tiếng Anh là Passenger Airline Group), Deutsche Lufthansa AG còn sở hữu một số công ty liên quan đến hàng không, chẳng hạn như Lufthansa Technik và LSG Sky Chefs. Tổng cộng, tập đoàn có hơn 700 máy bay, khiến hãng trở thành một trong những hãng hàng không lớn nhất thế giới.
Văn phòng đăng ký và trụ sở công ty của Lufthansa nằm ở Cologne. Cơ sở hoạt động chính được gọi là Trung tâm Hàng không Lufthansa (Lufthansa Aviation Center) nằm tại Sân bay quốc tế Frankfurt.

## Lịch sử

### Những năm 1950

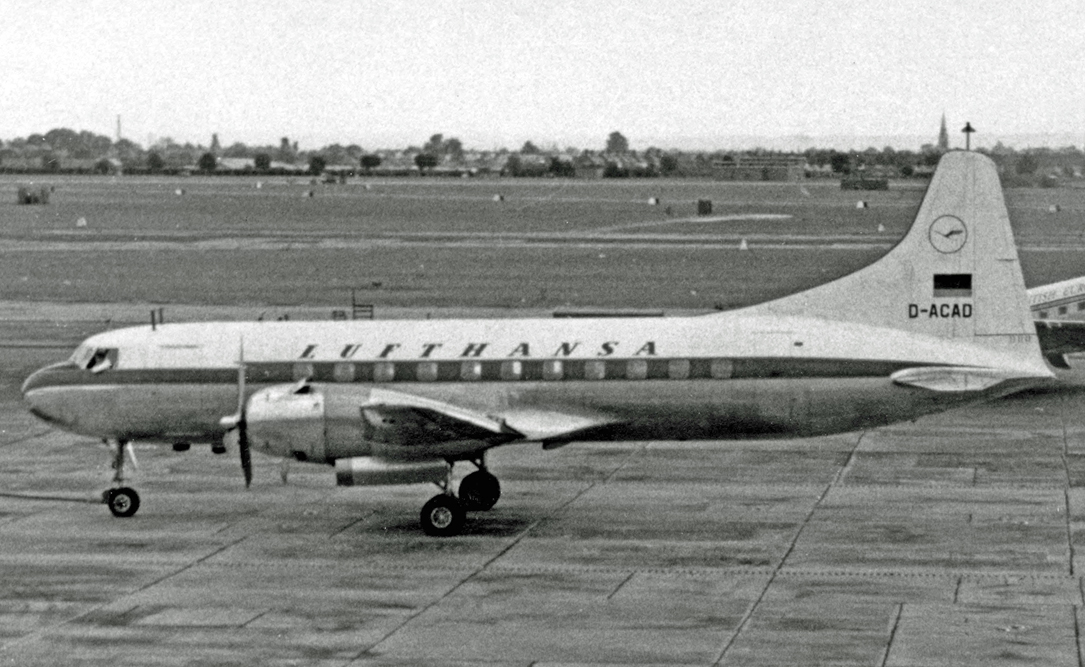
Hình 1. Máy bay đầu tiên của Lufthansa, một chiếc Convair 340 (trong hình) được giao vào tháng 8 năm 1954.

Trong nỗ lực tạo ra một hãng hàng không quốc gia mới, một công ty có tên là Aktiengesellschaft für Luftverkehrsbedarf (Luftag) được thành lập tại Cologne vào ngày 6 tháng 1 năm 1953, với nhiều nhân viên đã làm việc cho Lufthansa trước chiến tranh. Tây Đức vẫn chưa được trao chủ quyền đối với không phận của nó, vì vậy không biết khi nào hãng hàng không mới có thể đi vào hoạt động. Tuy nhiên, vào năm 1953, Luftag đã đặt hàng 4 chiếc Covair CV-340 và Lockheed L-1049 Super Constellation và thiết lập một cơ sở bảo trì tại sân bay Hamburg. Ngày 6 tháng 8 năm 1954, Luftag mua lại tên và logo của Deutsche Lufthansa đã thanh lý cho DM 30.000 (tương đương €35000 ngày nay).

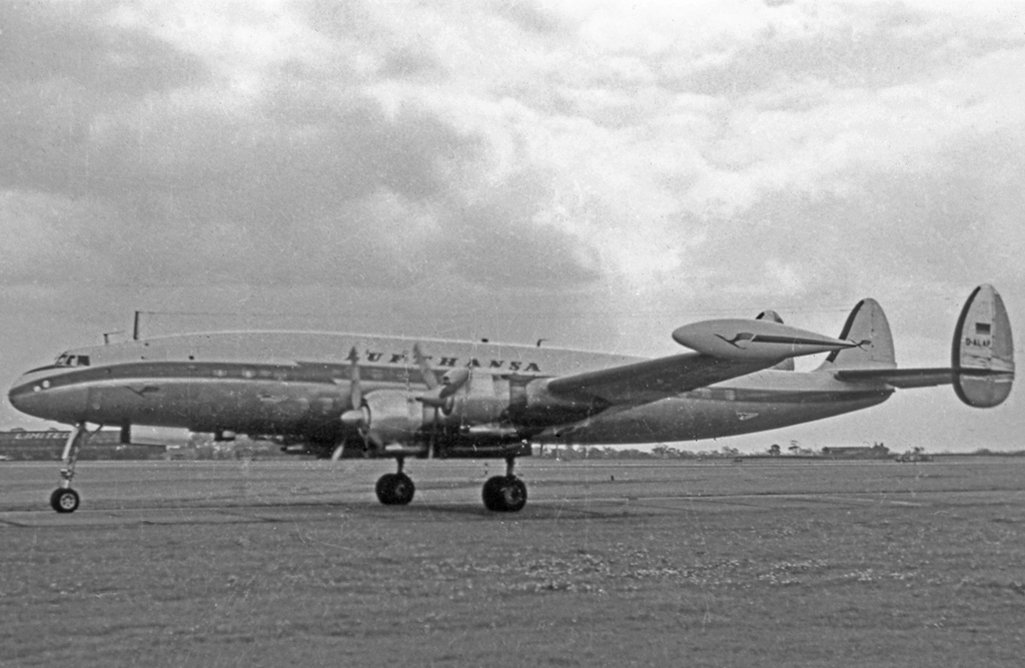
Hình 2. Lockheed L-1049G Super Constellation vận hành một dịch vụ theo lịch trình xuyên Đại Tây Dương từ Hamburg đến Montreal và Chicago vào ngày 6 tháng 5 năm 1956.

Ngày 1 tháng 4 năm 1955, Lufthansa đã giành được sự chấp thuận để bắt đầu các chuyến bay nội địa theo lịch trình, nối Hamburg, Düsseldorf, Frankfurt, Cologne và Munich. Các chuyến bay quốc tế bắt đầu vào ngày 15 tháng 5 năm 1955, đến Luân Đôn, Paris và Madrid, tiếp theo là các chuyến bay Lockheed L-1049 Super Constellation đến thành phố New York từ ngày 1 tháng 6 cùng năm, và trên khắp Nam Đại Tây Dương từ tháng 8 năm 1956. Vào tháng 8 năm 1958, 15 chiếc Lufthansa 1049G và 1649 rời Đức mỗi tuần đến Canada và Hoa Kỳ, 3 chiếc 1049G mỗi tuần bay tới Nam Mỹ, 3 chiếc bay đến Tehran và một chiếc đến Baghdad. Song song, hãng cũng khởi xướng một chiến dịch tiếp thị để bán chính nó và Tây Đức. Những thách thức liên quan đến việc khuyến khích du khách cân nhắc đến thăm đất nước này sau Thế chiến II, cũng như cung cấp dịch vụ cho các quốc gia khác thông qua trung tâm sân bay quốc tế Frankfurt. Cụ thể hơn, những nỗ lực của Lufthansa đã định hình và phản ánh sự phát triển của một hình thức tiêu dùng và quảng cáo hiện đại thông qua việc bán du lịch hàng không. Đến năm 1963, hãng hàng không, ban đầu bị hạn chế trong các nỗ lực quan hệ công chúng, đã trở thành một nhà cung cấp chính hình ảnh của Tây Đức ở nước ngoài.
Đông Đức đã cố gắng thành lập hãng hàng không của riêng mình vào năm 1955 bằng tên Lufthansa, nhưng điều này vẫn tranh chấp pháp lý với Tây Đức, nơi Lufthansa đang hoạt động. Thay vào đó, Đông Đức đã thành lập Interflug là hãng hàng không quốc gia vào năm 1963, trùng với việc Lufthansa của Đông Đức bị đóng cửa.

### Những năm 1960: Giới thiệu máy bay phản lực
Năm 1958, Lufthansa đã đặt mua 4 chiếc Boeing 707 và bắt đầu các chuyến bay phản lực từ Frankfurt đến New York vào tháng 3 năm 1960. Boeing 720 Bs sau đó đã được mua để sao lưu đội bay 707. Vào tháng 2 năm 1961, các tuyến Viễn Đông đã được mở rộng ra ngoài Bangkok (Thái Lan), đến Hồng Kông và Tokyo, Lagos, Nigeria và Johannesburg (Nam Phi) đã được thêm vào năm 1962.
Lufthansa đã giới thiệu chiếc Boeing 727 vào năm 1964 và tháng 5 bắt đầu chuyến bay từ Frankfurt đến Tokyo. Tháng 2 năm 1965, hãng đã đặt hàng 21 chiếc Boeing 737-100 đi vào hoạt động năm 1968. Lufthansa là khách hàng đầu tiên cho chiếc Boeing 737 và là một trong 4 hãng mua 737-100 (những hãng khác là NASA, Malaysia-Singapore Airlines và Avianca - trong khi khung máy bay của NASA là chiếc đầu tiên được chế tạo, nó là chiếc cuối cùng được giao và ban đầu dự định giao cho Lufthansa). Lufthansa là khách hàng ra mắt nước ngoài đầu tiên cho một chiếc máy bay Boeing.

### Những năm 1970, 1980: Thời đại thân rộng
Các máy bay thân rộng kỷ nguyên cho Lufthansa bắt đầu với Boeing 747 thực hiện chuyến bay đầu tiên ngày 10 tháng 3 năm 1970 (đăng ký D-ABYA). Tiếp theo là McDonnell Douglas DC-10-30 ngày 12 tháng 11 năm 1973, và là hãng đầu tiên nhận Airbus A300 vào năm 1976. Năm 1979, Lufthansa và Swissair đã có 25 đơn đặt hàng máy bay Airbus A310.
Chương trình hiện đại hóa đội bay của công ty trong những năm 1990 bắt đầu vào ngày 29 tháng 6 năm 1985 với đơn đặt hàng cho 15 chiếc Airbus A320 và 7 chiếc Airbus A300-600. 10 chiếc Boeing 737-300 đã được đặt hàng vài ngày sau đó. Tất cả đều được giao trong khoảng từ 1987 đến 1992. Lufthansa cũng đã mua máy bay Airbus A321, Airbus A340 và Boeing 747-400.
Năm 1987, Lufthansa, cùng với Air France, Iberia và Scandinavian Airlines, thành lập Amadeus, một công ty CNTT (còn được gọi là GDS) cho phép các công ty du lịch bán các nhà sáng lập và các sản phẩm của các hãng hàng không khác từ một hệ thống.
Lufthansa đã thông qua một bản sắc công ty mới vào năm 1988. Hạm đội đã được trao một món đồ mới, trong khi các cabin, văn phòng thành phố và phòng chờ sân bay được thiết kế lại.

### Thập niên 1990, 2000: Mở rộng hơn nữa
Vào ngày 28 tháng 10 năm 1990, 25 ngày sau khi thống nhất, Berlin lại trở thành điểm đến của Lufthansa. Vào ngày 18 tháng 5 năm 1997, Lufthansa, Air Canada, Scandinavian Airlines, Thai Airways International và United Airlines đã thành lập Star Alliance, liên minh hàng không đa phương đầu tiên trên thế giới.
Năm 2000, Air One trở thành hãng hàng không đối tác của Lufthansa và gần như tất cả các chuyến bay của Air One đều được chia sẻ mã với Lufthansa cho đến khi Alitalia mua Air One. Lufthansa có một hồ sơ theo dõi tốt về việc đăng lợi nhuận, thậm chí vào năm 2001. Sau vụ khủng bố 11/9, hãng hàng không bị lỗ đáng kể về lợi nhuận nhưng vẫn tìm cách "ở trong màu đen". Trong khi nhiều hãng hàng không khác tuyên bố sa thải (thường là 20% lực lượng lao động), Lufthansa vẫn giữ được lực lượng lao động hiện tại.
Vào ngày 6 tháng 12 năm 2001, Lufthansa đã công bố một đơn đặt hàng cho 15 máy bay Airbus A380 với 10 tùy chọn khác, được xác nhận vào ngày 20 tháng 12. Đội máy bay A380 sẽ được sử dụng cho các chuyến bay đường dài từ Frankfurt.
Tháng 6 năm 2003, Lufthansa đã mở nhà ga số 2 tại sân bay Franz Josef Strauß của Munich để giải tỏa trung tâm chính của nó, Frankfurt, nơi đang bị hạn chế về năng lực. Đây là một trong những nhà ga đầu tiên ở châu Âu thuộc sở hữu một phần của một hãng hàng không.
Ngày 17 tháng 5 năm 2004, Lufthansa trở thành khách hàng khởi động cho Connexion bởi dịch vụ kết nối trực tuyến trên máy bay của Boeing.
Mùa thu năm 2003, việc thực hiện chiến lược bán hàng mới do Phó chủ tịch điều hành đương nhiệm Thierry Antinori khởi xướng để làm cho công ty phù hợp với kỷ nguyên số đã dẫn đến việc bãi bỏ các khoản thanh toán hoa hồng cho các công ty du lịch và dẫn đến một cuộc cách mạng trong kinh doanh du lịch Đức với nhiều cơ quan du lịch biến mất khỏi thị trường một mặt và mặt khác sự gia tăng của các nền tảng phân phối kỹ thuật số mới.
Vào ngày 22 tháng 3 năm 2005, Swiss International Air Lines đã được mua bởi công ty cổ phần của Lufthansa. Việc mua lại bao gồm điều khoản rằng các cổ đông lớn (chính phủ Thụy Sĩ và các công ty lớn của Thụy Sĩ) sẽ được đề nghị thanh toán nếu giá cổ phiếu của Lufthansa vượt trội so với chỉ số của một hãng hàng không trong những năm sau khi sáp nhập. Hai công ty sẽ tiếp tục được điều hành riêng.
Ngày 6 tháng 12 năm 2006, Lufthansa đã đặt hàng 20 chiếc Boeing 747-8, trở thành khách hàng khởi động của mẫu máy bay chở khách. Hãng hàng không này cũng là hãng hàng không châu Âu thứ hai khai thác Airbus A380 (sau Air France). Chiếc A380 đầu tiên được giao vào ngày 19 tháng 5 năm 2010, trong khi chiếc 747-8 đầu tiên được đưa vào sử dụng vào năm 2012.
Tháng 9 năm 2008, Tập đoàn Lufthansa đã công bố ý định mua cổ phần của Brussels Airlines (SN). Tháng 6 năm 2009, Ủy ban EU đã cấp phê duyệt theo quy định và Lufthansa đã mua 45% SN. Tháng 9 năm 2016, Lufthansa tuyên bố sẽ mua phần còn lại của Brussels Airlines với giá 2,6 triệu euro. Giao dịch được hoàn thành đầu tháng 1 năm 2017. Quyết định được đưa ra một phần sau vụ đánh bom sân bay Brussels vào tháng 3 năm 2016, khiến SN mất gần 5 triệu euro mỗi ngày cho đến ngày 3 tháng 4. Vào tháng 9 năm 2009, Lufthansa đã mua Hãng hàng không Áo với sự chấp thuận của Ủy ban Châu Âu. Ngày 11 tháng 6 năm 2010, dịch vụ Airbus A380 giữa Frankfurt và Tokyo bắt đầu.

### Thập niên 2010: Thắt lưng buộc bụng
Sau khi mất tới 380 triệu euro trong quý đầu năm 2010 và mất thêm 13 triệu trong năm 2011 do suy thoái kinh tế và chi phí tái cấu trúc, Deutsche Lufthansa AG đã cắt giảm 3.500 vị trí hành chính hoặc khoảng 20% trong tổng số 16.800 nhân viên văn thư. Năm 2012 Lufthansa đã công bố một chương trình tái cấu trúc có tên SCORE để cải thiện lợi nhuận hoạt động. Là một phần của kế hoạch tái cấu trúc, công ty bắt đầu chuyển tất cả các chuyến bay ngắn bên ngoài các trung tâm của mình tại Frankfurt, Munich và Düsseldorf cho hãng hàng không giá rẻ mang nhãn hiệu Germanwings của công ty.
Tháng 9 năm 2013, Tập đoàn Lufthansa đã công bố đơn đặt hàng lớn nhất của mình, đối với 59 máy bay thân rộng trị giá hơn 14 tỷ euro theo giá niêm yết. Trước đó cùng năm, Lufthansa đã đặt hàng 100 máy bay thân hẹp thế hệ tiếp theo.[32]
Nhóm này đã có một cuộc tranh cãi lâu dài với liên minh Vereinigung Cockpit, người đã yêu cầu một chương trình mà các phi công có thể nghỉ hưu ở tuổi 55 và 60% tiền lương của họ được giữ lại, mà Lufthansa khẳng định không còn đủ khả năng. Các phi công Lufthansa đã được các phi công của hãng hàng không ngân sách Germanwings tham gia để thực hiện một cuộc đình công trên toàn quốc để hỗ trợ các yêu cầu của họ vào tháng 4 năm 2014 kéo dài 3 ngày. Các phi công đã tổ chức một cuộc đình công kéo dài 6 giờ nữa vào cuối kỳ nghỉ hè tháng 9 năm 2014, điều này đã khiến 200 chuyến bay của Lufthansa và 100 chuyến bay của Germanwings bị hủy.
Tháng 11 năm 2014, Lufthansa đã ký một hợp đồng gia công trị giá 1,25 tỷ đô la với IBM, họ sẽ thấy công ty Mỹ tiếp quản bộ phận và nhân viên dịch vụ cơ sở hạ tầng CNTT của hãng hàng không
Vào tháng 6 năm 2015, Lufthansa đã công bố kế hoạch đóng cửa căn cứ đường dài nhỏ tại Sân bay Düsseldorf vì lý do kinh tế vào tháng 10 năm 2015. Vào thời điểm đó, căn cứ này bao gồm hai chiếc Airbus A340-300 giữa Newark và Chicago. Do đó, dịch vụ đến Chicago từ Düsseldorf lần đầu tiên được thực hiện theo mùa, bị đình chỉ cho mùa đông 2015 và sau đó bị hủy bỏ hoàn toàn. Dịch vụ đến Newark, tuy nhiên, đã được duy trì. Từ lịch trình mùa đông 2015 đến hết mùa đông 2016, Düsseldorf đã được phục vụ bằng máy bay cũng đã bay trên tuyến Munich-Newark. Tuyến Düsseldorf-Newark đã kết thúc ngày 30 tháng 11 năm 2018 được khai thác bằng máy bay Airbus A330-300. Căn cứ của họ đã chính thức đóng cửa vào tháng 3 năm 2019.
Ngày 22 tháng 3 năm 2016, Lufthansa đã cho nghỉ hưu Boeing 737-500. Chiếc Boeing 737 cuối cùng của hãng hàng không (một chiếc 737-300) đã nghỉ hưu ngày 29 tháng 10 năm 2016, sau chuyến bay từ Milan đến Frankfurt. Lufthansa vận hành 737 trong một số biến thể trong gần 50 năm, chiếc máy bay đầu tiên được giao vào ngày 27 tháng 12 năm 1967.
Ngày 4 tháng 12 năm 2017, Lufthansa trở thành hãng hàng không châu Âu đầu tiên nhận được chứng nhận 5 sao Skytrax uy tín. Điều này khiến Lufthansa trở thành hãng hàng không thứ 10 nắm giữ giải thưởng này. Trong lễ kỷ niệm, Lufthansa đã vẽ một chiếc Airbus A320 và một chiếc Boeing 747-8 trong chiếc "5 Starhansa".
Tháng 3 năm 2018, Lufthansa và các hãng hàng không khác như British Airways và American Airlines đã chấp nhận yêu cầu từ Bắc Kinh để liệt kê Đài Loan là một phần của Trung Quốc.
Tháng 3 năm 2019, Lufthansa đã đặt mua 20 chiếc Boeing 787-9 và 20 chiếc Airbus A350-900 để thay thế và mở rộng đội bay của riêng mình. Ngoài ra, hãng hàng không tuyên bố sẽ bán 6 máy bay Airbus A380, bắt đầu từ năm 2022.

### Năm 2020: Dịch bệnh Covid-19 và sự phục hồi
Ngày 19/3/2020, Lufthansa đã hủy bỏ 95% các chuyến bay do lệnh cấm du lịch vì đại dịch Covid-19. Do đó, hãng phải chịu lỗ 1 triệu euro mỗi giờ vào tháng 4/2020. Trong khi Lufthansa giảm chi phí trong suốt năm 2020, rủi ro sức khỏe liên tục và các hạn chế đi lại vẫn gây ra thiệt hại hàng giờ trung bình khoảng 500.000 euro vào đầu năm 2021.
Ngày 14/5/2020, Hans DeHaan của Lufthansa cho biết hãng sẽ nối lại các chuyến bay giữa Toronto và Frankfurt kể từ ngày 3/6/2020. Các chuyến bay đã bị cấm đối với tất cả các chuyến đi quốc tế không thiết yếu giữa Canada và Liên minh Châu Âu. Trước đại dịch Covid-19, Lufthansa đã khai thác 64 chuyến bay hàng tuần giữa hai nước. Các kế hoạch phục hồi của hãng liên quan đến việc vận chuyển hàng hóa mật độ cao để thay thế các khách hàng trả tiền. Các hãng hàng không thuộc Tập đoàn Lufthansa Group hiện yêu cầu tất cả hành khách đeo khẩu trang khi lên máy bay.
Ngày 26/6/2020, các cổ đông của Deutsche Lufthansa AG đã bỏ phiếu tán thành việc chấp nhận các biện pháp vốn và sự tham gia của Quỹ Bình ổn Kinh tế (WSF) của Cộng hòa Liên bang Đức tại Deutsche Lufthansa AG. Tổng cộng, Lufthansa đã nhận được khoảng 9 tỷ euro tiền trợ giúp của chính phủ vào mùa hè năm đó.
Tháng 1/2021, Giám đốc điều hành Lufthansa Spohr thông báo rằng toàn bộ đội bay Airbus A340-600 hiện đang nằm sân sẽ ngừng hoạt động ngay lập tức và không khai thác trở lại.
Tháng 6/2021, Lufthansa cho biết họ muốn hoàn trả viện trợ của nhà nước mà họ đã nhận được trong đại dịch trước cuộc bầu cử liên bang của Đức vào tháng 9/2021 nếu có thể.

## Lịch sử thương hiệu
Logo khắc họa một con hạc cách điệu bao quanh đang bay, được tạo ra lần đầu tiên vào năm 1918 bởi Otto Firle. Nó là một phần của quyền sở hữu của hãng hàng không đầu tiên của Đức, Deutsche Luft-Reederei (viết tắt là DLR), bắt đầu phục vụ hàng không vào ngày 5/2/1919. Năm 1926, Deutsche Luft Hansa thông qua biểu tượng này, và vào năm 1954, Lufthansa thể hiện tính liên tục bằng cách áp dụng nó và sau đó vào năm 1963 - một biến thể của nó do Robert Lisovskyi thiết kế lại.
Người sáng lập ban đầu của cái tên Lufthansa được cho là F.A. Fischer von Puturzyn. Năm 1925, ông xuất bản một cuốn sách có tựa đề "Luft-Hansa" trong đó xem xét các lựa chọn mở cho các nhà hoạch định chính sách hàng không vào thời điểm đó. Luft Hansa là tên được đặt cho hãng hàng không mới, là kết quả của việc hợp nhất hãng hàng không Junkers (Luftverkehr AG) và Deutscher Aero Lloyd.
Sau Chiến tranh thế giới thứ II, công ty vẫn giữ màu xanh và màu vàng làm màu chủ đạo và biểu tượng con hạc. Kể từ đầu những năm 1960, Helvetica đã được sử dụng cho tên công ty trong livery. Màu sơn cổ điển của những năm 1970 nổi bật với nửa trên của thân máy bay được sơn toàn bộ màu trắng ở trên và thân dưới (nửa dưới, bao gồm cả động cơ) là nhôm xám/bạc, bên dưới là dải cửa sổ màu xanh lam và mũi sơn đen. Logo con hạc được sơn màu xanh lam trên động cơ, ở nửa dưới thân máy bay ngay dưới cửa sổ buồng lái và một vòng tròn màu vàng bên trong dải màu xanh ở đuôi.
Nhà thiết kế người Đức Otl Aicher đã tạo ra một bản thiết kế công ty toàn diện cho hãng vào năm 1967. Biểu tượng con hạc lúc này được hiển thị trong một vòng tròn, trên thân máy bay, có màu vàng trên phần đuôi màu xanh lam. Helvetica được sử dụng làm kiểu chữ chính cho cả livery và các ấn phẩm. Dải màu xanh lam và sơ đồ sơn chung của máy bay vẫn được giữ lại từ màu sơn trước đó.
Ý tưởng của Aicher được giữ lại trong thiết kế năm 1988. Cửa sổ đã được gỡ bỏ và thân máy bay được sơn màu xám.

## Các công ty thành viên
Các hãng hàng không:
- Air Dolomiti, một hãng hàng không có trụ sở tại Ronchi dei Legionari, Ý, được sở hữu hoàn toàn bởi Lufthansa.
- Austrian Airlines, hãng hàng không quốc gia của Áo, trụ sở tại Schwechat, Áo, được sở hữu hoàn toàn bởi Lufthansa.
- BMI, một hãng hàng không của Anh, được sở hữu hoàn toàn bởi Lufthansa.
- Brussels Airlines, hãng hàng không quốc gia của Bỉ.
- Edelweiss Air, một thành viên của SWISS.
- Eurowings một hãng hàng không địa phương của Đức.
- Germanwings, được sở hữu hoàn toàn bởi Lufthansa.
- Jade Cargo International, liên doanh hàng không, Lufthansa Cargo chiếm 25% cổ phần
- JetBlue Airways, liên doanh hàng không, Lufthansa chiếm 19% cổ phần
- Lufthansa Cargo
- Lufthansa CityLine
- Lufthansa Italia, một nhánh mới của Lufthansa, khai thác các đường bay từ Milan
- Luxair - Lufthansa giữ 13% cổ phần.
- SunExpress, hãng hàng không có trụ sở tại Antalya, Thổ Nhĩ Kỳ
- Swiss International Air Lines, hãng hàng không quốc gia Thụy Sĩ có trụ sở tại Basel

Các đơn vị khác:
- Delvag, công ty bảo hiểm hàng không
- Global Load Control
- LSG Sky Chefs
- Lufthansa Flight Training
- Lufthansa Regional
- Lufthansa Systems
- Lufthansa Technik
- Lufthansa City Center International, mạng lưới các đại lý du lịch độc lập là người được nhượng quyền
- Lufthansa AirPlus Servicekarten GMBH, công ty thanh toán du lịch qua UATP và Mastercard.

## Điểm đến
Lufthansa có mạng đường bay tới 18 điểm đến trong nước và 185 điểm đến quốc tế tại 78 nước tại châu Á, châu Âu, châu Phi và châu Mỹ. Bao gồm cả các đường bay được khai thác bởi Lufthansa City Line, Lufthansa Regional, Cirrus Airlines và Privatair

## Đội bay

### Airbus A380
Lufthansa ban đầu đã đặt hàng tổng cộng 15 chiếc Airbus A380-800 , trong đó đến tháng 6 năm 2012, 10 chiếc đã được giao. Vào tháng 9 năm 2011, đơn đặt hàng đã tăng thêm hai chiếc lên 17 chiếc, đơn hàng này được xác nhận vào ngày 14 tháng 3 năm 2013. Tuy nhiên, vào tháng 9 năm 2013, có thông báo rằng Ban giám sát Lufthansa đã phê duyệt chỉ mua 12 trong số 15 chiếc A380 đầu tiên. Như vậy, tổng cộng 14 chiếc A380 đã được bổ sung vào đội bay.
Lufthansa sử dụng các máy bay A380 của mình đi và đến Frankfurt am Main (9 máy bay) và kể từ tháng 3 năm 2018 đến và đi từ Munich (5 máy bay). Từ ngày 6 đến ngày 12 tháng 12 năm 2011, Lufthansa đã sử dụng máy bay A380 mỗi ngày một lần trên đường bay từ Munich đến New York (JFK) . Điều này xảy ra chủ yếu trong bối cảnh mua sắm Giáng sinh ở thành phố New York.
Vào ngày 13 tháng 3 năm 2019, Lufthansa thông báo sẽ loại bỏ 6 máy bay A380 khỏi đội bay và thay thế chúng bằng máy bay Boeing 787-9 và Airbus A350-900.  Sáu chiếc máy bay đó đã được bán lại cho Airbus với giá 315 triệu euro và tất cả sẽ rời đội bay trước tháng 11 năm 2023. Sau đó, người ta tiết lộ rằng giá bán đã giảm xuống còn 302 triệu euro vì 5 trong số 6 chiếc A380-800 bị hư hại do bão. không được bảo hiểm chi trả khi lưu kho.
Vào ngày 8 tháng 3 năm 2020, Lufthansa thông báo rằng họ sẽ ngừng bay tất cả các máy bay A380 của mình do đại dịch COVID-19 .
Lufthansa thông báo vào ngày 27 tháng 6 năm 2022 rằng đội bay gồm 8 chiếc A380 còn lại sẽ được kích hoạt lại và đưa vào hoạt động trở lại cho mùa hè 2023.  Nhu cầu của khách hàng mạnh hơn dự đoán và hoạt động du lịch quốc tế phục hồi nhanh hơn sau đại dịch được coi là một trong hai lý do.  Lý do khác là việc giao máy bay Boeing 777-9 liên tục bị trì hoãn mà Lufthansa sẽ không nhận được cho đến năm 2025 hoặc muộn hơn.Lufthansa vẫn đang đánh giá xem có bao nhiêu chiếc A380 sẽ được kích hoạt lại và chiếc A380 sẽ phục vụ lại tuyến đường nào.
Vào ngày 2 tháng 12 năm 2022, Lufthansa đã kích hoạt lại chiếc đầu tiên trong số hai chiếc A380 để đưa vào khai thác dịch vụ doanh thu bắt đầu từ mùa hè năm 2023. Chiếc A380 đầu tiên được kích hoạt lại là chiếc D-AIMK chín tuổi, rời Sân bay Teruel đến Sân bay Frankfurt sau đó. ba năm lưu trữ. Vì A380 đã không hoạt động trong một thời gian dài nên các bộ phận hạ cánh không được thu lại trong suốt chuyến bay vì sợ rằng chúng có thể không được triển khai trở lại. Chiếc A380 bay với tốc độ chậm hơn và độ cao thấp hơn, kéo dài ba giờ. Sau khi đánh giá chuẩn bị và sửa chữa nhỏ ở Frankfurt, A380 khởi hành đến Lufthansa Technik ở Manila , Philippines để thực hiện công việc bảo trì và thay thế rộng rãi.
Lufthansa vừa công bố máy bay A380 sẽ bắt đầu các chuyến bay doanh thu từ Munich đến Boston Logan vào ngày 1 tháng 6 và đến New York (JFK)  vào ngày 4 tháng 7 cũng như các đường bay đến Los Angeles và Bangkok bắt đầu vào tháng 10.
Vào ngày 1 tháng 6 năm 2023, chiếc A380 của Lufthansa đã quay trở lại với chuyến bay từ Munich đến Boston , kéo dài 7 giờ 22 phút.

### Đội bay chở hàng
Tính đến tháng 5/2021:

## Thỏa thuận chia sẻ chỗ
Lufthansa có thỏa thuận chia sẻ chỗ với các hãng hàng không sau:
- Aegean Airlines
- Air Astana
- airBaltic
- Air Canada
- Air China
- Air Dolomiti
- Air India
- Air Malta
- Air New Zealand
- All Nippon Airways
- Asiana Airlines
- Austrian Airlines
- Avianca
- Brussels Airlines
- Cathay Pacific
- Copa Airlines
- Croatia Airlines
- EgyptAir
- Ethiopian Airlines
- Etihad Airways
- Eurowings
- LATAM Airlines
- LOT Polish Airlines
- Luxair
- Scandinavian Airlines
- Shenzhen Airlines
- Singapore Airlines
- South African Airways
- SunExpress
- Swiss International Air Lines
- TAP Air Portugal
- Thai Airways
- Turkish Airlines
- United Airlines
- Vistara

* thành viên Star Alliance

## Khoang hành khách

### Các chuyến bay chặng dài
Hạng nhất: Khoang hạng nhất của Lufthansa có trên máy bay Boeing 747, Airbus A330 và Airbus A340. Mỗi ghế ngồi đều có thể chuyển thành một giường nằm rộng 2m, có ổ cắm laptop và các công cụ giải trí khác. Bữa ăn được phục vụ theo yêu cầu. Lufthansa có quầy check-in dành cho khách hạng nhất tại hầu hết các sân bay cũng như phòng chờ hạng nhất tại sân bay Frankfurt và Munich. Tại sân bay Frankfurt, khách hạng nhất sẽ sử dụng nhà ga dành riêng cho khách hạng nhất.

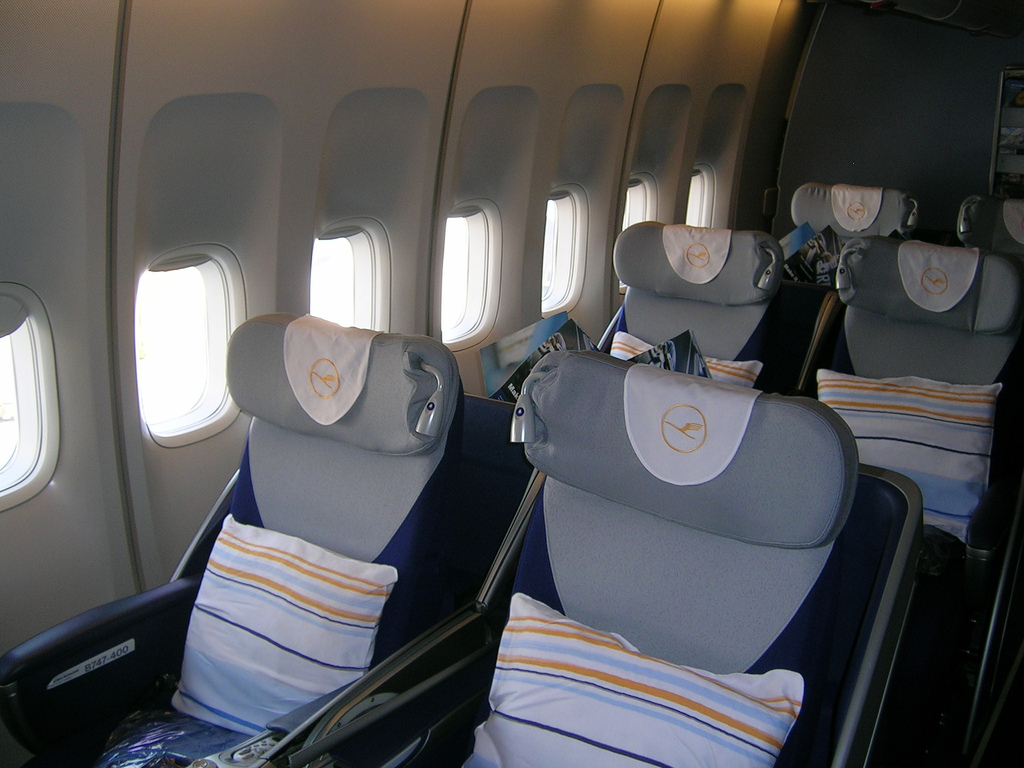
Ghế hạng thương gia trên chiếc B747-400 của Lufthansa

Hạng thương gia: Dịch vụ hạng thương gia có trên tất cả các chuyến bay đường dài của Lufthansa. Mỗi ghế ngồi đều có thể duỗi ra thành một giường nằm dài 2m, có ổ cắm laptop và các công cụ giải trí khác. Lufthansa có quầy check-in dành cho khách hạng thương gia cũng như phòng chờ hạng thương gia tại tất cả các sân bay.
Hạng phổ thông: Khách hàng hạng phổ thông đễu được phục vụ suất ăn và đồ uống miễn phí. Năm 2007, Lufthansa bắt đầu cung cấp màn hình cá nhân trên mỗi ghế ngồi.

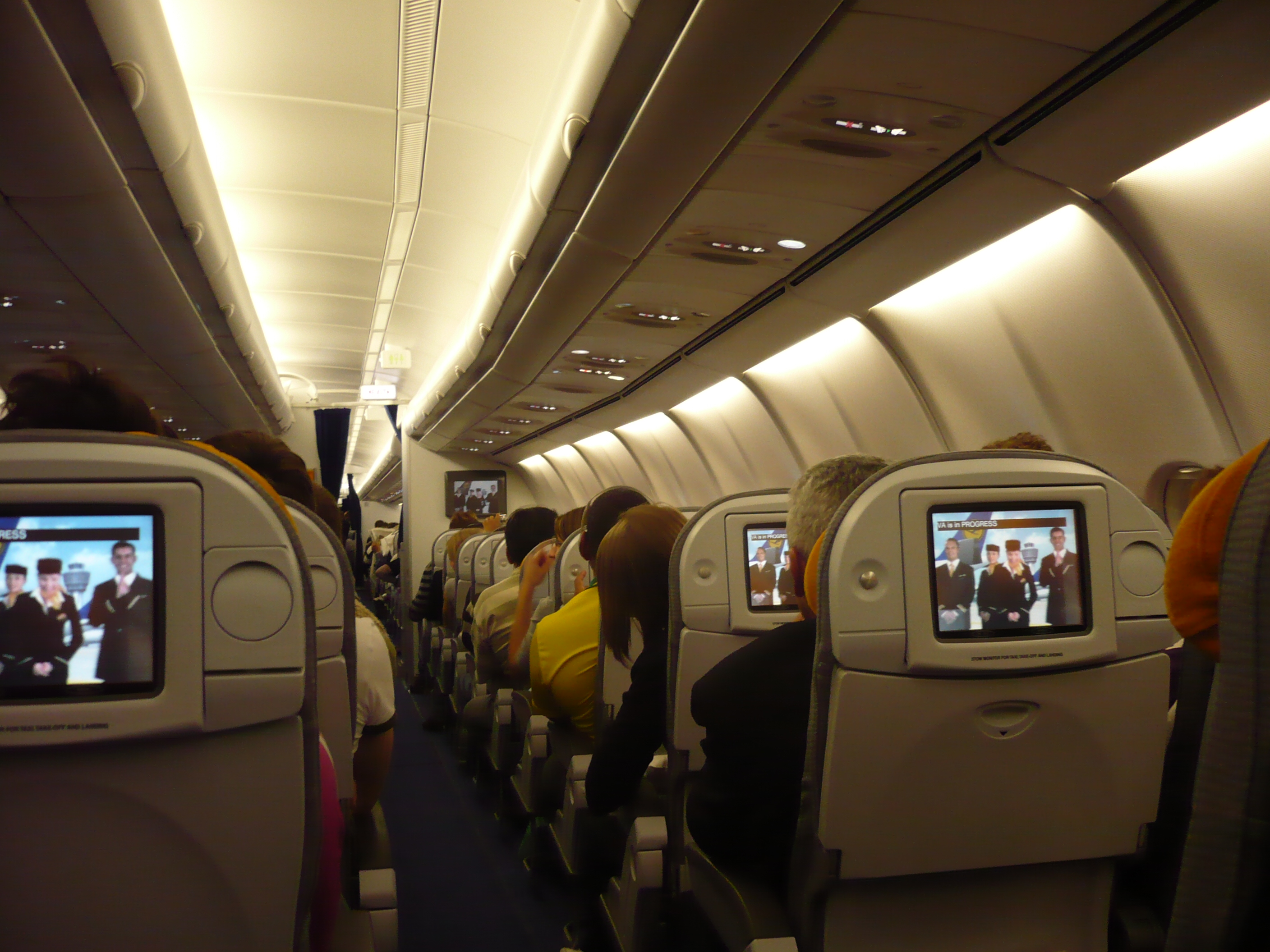
Ghế hạng phổ thông trên chiếc A340-600 của Lufthansa

### Các chuyến bay trong châu Âu
Hạng thương gia: Dịch vụ hạng thương gia trên các chuyến bay chặng ngắn của Lufthansa được phục vụ trên máy bay A319, A320, A321 và B737. Hành khách sẽ được phục vụ bữa ăn và đồ uống cũng như sử dụng quầy check-in và phòng chờ hạng thương gia. Trên tất cả các chuyến bay chặng ngắn, dịch vụ giải trí trên chuyến bay không được phục vụ.
Hạng phổ thông: Được phục vụ trên tất cả các chuyến bay chặng ngắn của Lufthansa. Hành khách được phục vụ đồ uống và bữa ăn nhẹ.

## Miles & More
Chương trình khách hàng thường xuyên của Lufthansa được gọi là Miles & More, và nó được chia sẻ với một số hãng hàng không châu Âu bao gồm Austrian Airlines, LOT Polish Airlines, Swiss International Air Lines, Luxair, Croatia Airlines, Adria Airways, and Brussels Airlines. Hội viên Miles & More có thế tích lũy điểm thưởng sau mỗi chuyến bay với Lufthansa hoặc các đối tác trong Star Alliance cũng như khi sử dụng thẻ tín dụng do Lufthansa phát hành.

## Cắt giảm 10.000 việc làm vì Covid-19
Ngày 24/4, ông Carsten Spohr, Giám đốc điều hành Hãng hàng không Lufthansa của Đức, cho biết hãng này dự kiến sẽ cắt giảm 10.000 việc làm và dừng hoạt động khoảng 100 máy bay do ảnh hưởng của cuộc khủng hoảng dịch bệnh Covid-19.
Trong một thông điệp gửi tới các nhân viên, ông Carsten Spohr hy vọng Hãng hàng không Lufhansa sẽ lấy lại vị thế của mình vào năm 2023.
Trước đó, Ban lãnh đạo hãng hàng không Lufthansa cho biết hãng này không còn khả năng để có thể vượt qua được cuộc khủng hoảng dịch bệnh Covid-19.
Hiện hãng đang tiến hành các cuộc đàm phán để xin nhận viện trợ từ Chính phủ liên bang trị giá hàng tỷ euro.
Chỉ riêng trong ba tháng đầu năm nay, dịch bệnh Covid-19 đã khiến hãng hàng không lớn nhất châu Âu này thông báo lỗ khoảng 1,2 tỷ euro.